# Orquestra Simfònica Camerata XXI
L'Orquestra Simfònica Camerata XXI és una institució tarragonina fundada l'any 2003.
La temporada 2008-2009 l'orquestra va oferir a Tarragona la primera audició completa de l'Oratori de Nadal de J.S. Bach, així com les dues Passió segons Sant Mateu i Passió segons Sant Joan. El juny de 2008 l'Orquestra Simfònica Camerata XXI va ser escollida per oferir el concert oficial de presentació de la candidatura de las ciutat de Tarragona com a Capital Europea de la Cultura – 2016. Des dels seus inicis ha participat en el Festival Internacional Pau Casals del Vendrell.
El juny de 2009 l'Orquestra ha realitzat una gira pel Japó, actuant, entre d'altres, a l'Òpera de Tòquio i a la Symphony Hall d'Osaka.